# Knocki repülőtér
A Knocki repülőtér (ír nyelven: Aerfort Iarthar Éireann Mhuire, ismert még mint: Ireland West Airport Knock (ír nyelven: Aerfort Iarthar Éireann Chnoc Mhuire)) (IATA: NOC, ICAO: EIKN) Írország egyik nemzetközi repülőtere, amely Connacht közelében található. Éves utasforgalma 186 689 fő (1998).

## Futópályák
A repülőtér futópályái:
- 08/26 (2340 m, 45 m, aszfalt)

## Forgalom
Az utasforgalom az elmúlt években az alábbi módon változott:
| Utasok száma | 186 689 | 203 000 | 247 000 | 621 171 | 607 228 | 654 553 | 703 318 | 749 499 | 805 443 | 709 540 |
|              | 1998    | 2001    | 2003    | 2006    | 2009    | 2011    | 2014    | 2017    | 2019    | 2022    |